# Demagògia
La demagògia segons el concepte d'Aristòtil és una forma impura de govern democràtic que consisteix a exercir el poder aprofitant-se de les masses indisciplinades.
Avui en dia es considera una estratègia política que consisteix a apel·lar a emocions (sentiments, amors, odis, pors, desitjos) per tal d'aconseguir el suport d'un grup, sovint mitjançant l'ús de la retòrica i la propaganda. També es pot considerar com un tipus pervers d'oratòria, que permet atreure cap als propis interessos les opinions dels altres utilitzant fal·làcies o arguments aparentment vàlids que després d'una anàlisi de les circumstàncies, poden resultar invàlids o simplistes.
La paraula prové del grec antic δημαγωγία amb la mateixa significació, un mot compost de δῆμος, dēmos, poble i und ἄγειν, agein, conduir, seduir. Polibi la va definir com oclocràcia.

## Ús demagògic d'eines de la retòrica
Fal·làcies: Arguments que trenquen les relacions lògiques entre elements o bé adopten premisses evidentment inacceptables. Entre altres hi ha la fal·làcia de causa falsa, l'argument circular, l'argument ad hominem i l'apel·lació a una autoritat irrellevant per al cas que es tracta.
Manipulació del significat: Les paraules, a més d'un sentit denotatiu, també tenen un sentit connotatiu implícit, aportat pel context i pels coneixements compartits entre els interlocutors, que afegeix idees i opinions, moltes vegades de forma menys conscient que en el seu sentit dennotatiu. En l'elecció de les paraules, un discurs denotativament neutre pot connotar (vegeu connotació) significats addicionals, depenent del context i de la relació amb l'opinió de l'audiència, o els oients del discurs (vegeu interpretació, pragmàtica, significat). D'aquesta manera, els continguts implicats són difícils de refutar.
Omissions: Es presenta informació incompleta i se n'extreuen possibles problemes, objeccions i dificultats, la qual cosa resulta en la presentació d'una realitat falsejada sense recórrer directament a la mentida.
Redefinició de la llengua: arguments. Molts exemples d'això es poden veure en la literatura (la novel·la 1984 de George Orwell o The Handmaid's Tale (El conte de la criada) de Margaret Atwood. Però també en la realitat i particularment en la política.
Tàctica de despistament: Consisteix a desviar la discussió des d'un punt delicat per al demagog cap a algun tema que domini o on presenta algun avantatge enfront del seu oponent o contrincant. No es respon directament a les preguntes o als desafiaments.
Estadística fora de context: Consisteix a utilitzar dades numèriques per donar suport a una hipòtesi o afirmació, que estan fora de context i no reflecteixen la realitat. Aquí també compta l'ús tendenciós d'estadístiques, també conegut com a demagògia numèrica.
Dimonització: Consisteix a associar una idea o grup de persones amb valors negatius, amb l'objectiu que aquesta idea o grup de persones siguin vistos negativament.
Fals dilema: També conegut com a falsa dicotomia, fa referència a una situació en què dos punts de vista alternatius són presentats com les úniques opcions polítiques. Per exemple: «estàs amb mi o contra mi». Es fa una definició simplista de la realitat i d'aquesta forma s'aconsegueix no considerar les altres possibilitats.
Finestra d'Overton: Consisteix a enquadrar la realitat i les idees i opcions possibles de manera que es desplacin les idees més radicals i inacceptables per a poder donar com a equidistant, acceptable o fins i tot assenyada una idea que altrament seria inacceptable.